# Huvudsta
Huvudsta – skalna stacja sztokholmskiego metra, położona w gminie Solna, w dzielnicy Huvudsta, na niebieskiej linii T10.
Wejście na stację zaprojektował Yorgo Turac w 1998, wewnątrz można zobaczyć prace Pera Holmberga.
Stacja znajduje się na głębokości 25 m pod Huvudsta centrum, wyjście znajduje się przy Storgatan. Stację otwarto 19 sierpnia 1985. 
Posiada jeden peron z dwoma krawędziami.

## Czas przejazdu
| Linia | Stacja          | Czas przejazdu | Stacja                                 | Czas przejazdu    |
| T10   | Hjulsta         | 13 min         | Västra skogen Fridhemsplan T-Centralen | 2 min 5 min 8 min |
| T10   | Kungsträdgården | 10 min         | Västra skogen Fridhemsplan T-Centralen | 2 min 5 min 8 min |